# Miyoko Asahina
Miyoko Asahina (朝比奈 三代子, Asahina Miyoko, wirklicher Name: 高橋 三代子, Takahashi Miyoko; * 24. September 1969) ist eine ehemalige japanische Langstreckenläuferin.
1987 wurde sie nationale Meisterin über 1500 Meter, 1989 über 10.000 Meter.
1992 wurde sie Neunte beim Osaka Women’s Marathon. Bei den Halbmarathon-Weltmeisterschaften in South Shields wurde sie Fünfte und gewann mit der japanischen Mannschaft Gold. Im Jahr darauf folgte einem sechsten Platz in Osaka ein vierter Platz und eine Mannschaftssilbermedaille bei den Halbmarathon-Weltmeisterschaften in Brüssel.
1994 wurde sie Fünfte in Osaka und siegte beim Rotterdam-Marathon. 1995 kam sie beim Nagoya-Marathon auf den 24. Platz.

## Persönliche Bestzeiten
- 5000 m: 15:36,3 min, 27. Mai 1995, Nobeoka
- 10.000 m: 32:14,65 min, 17. Juni 1989, Tokio
- 10-km-Straßenlauf: 32:16 min, 12. Februar 1989, Karatsu
- Halbmarathon: 1:10:15 h, 3. Oktober 1993, Brüssel
- Marathon: 2:25:52 h, 17. April 1994, Rotterdam (ehemaliger japanischer Rekord)